# Утичье 3-е
Утичье 3-е (Большое Утичье) — бессточное солёное озеро Белё-Ширинской группы. Расположено в Ширинском районе Хакасии в 23 км восточнее курорта «Озеро Шира».
Абсолютная отметка уреза воды 362,1 м. Площадь — 1,41 км², длина береговой линии 5,4 км. Вытянуто в северо-восточном направлении на 2,1 км, ширина 1,2 км. Средняя глубина 2,5 м. Озеро со всех сторон окружено невысокими горами. Восточные и северо-восточные склоны котловины пологие; южные, северный и западные — крутые. Минерализация воды по годам колеблется от 7,9 до 5,9 г/дм³, на дне — слой чёрных илов (грязей), использующихся в лечебных целях на курорте «Озеро Шира». Запасы грязей 0,26 млн м³. Активно используется в лечебных и рекреационных целях.